# Aubigny-en-Laonnois
Aubigny-en-Laonnois is een gemeente in het Franse departement Aisne (regio Hauts-de-France) en telt 116 inwoners (2009). De plaats maakt deel uit van het arrondissement Laon.

## Geografie
De oppervlakte van Aubigny-en-Laonnois bedraagt 4,4 km², de bevolkingsdichtheid is dus 26,4 inwoners per km².

## Demografie
Onderstaande figuur toont het verloop van het inwonertal (bron: INSEE-tellingen).
Vanwege een beveiligingsprobleem met de MediaWiki Graph-software is het momenteel niet mogelijk deze grafiek weer te geven. Zodra de software is bijgewerkt zal de grafiek vanzelf weer zichtbaar worden.
1. ↑  Populations de référence 2022.